# Ониомания
Ониомания (от др.-греч. ὤνιος — «для продажи» + μανία — «безумие») — непреодолимое желание что-либо покупать без необходимости, ради удовольствия от самого процесса покупки. Покупки становятся и отдыхом, и развлечением, и самостоятельным смыслом. В просторечии эту зависимость часто называют шопинголизм или шопоголизм, а людей, страдающих этим недугом, — шопоголиками.

## История вопроса

### В Европе
Слово «ониомания» в качестве медицинского термина впервые было предложено в Европе в конце XIX века немецким психиатром Эмилем Крепелином, который совместно со швейцарским психиатром Эйгеном Блейлером идентифицировал первые признаки этого психологического явления.
В последнее время тема шопоголизма привлекает усиленное внимание средств массовой информации. В исследовании Технической больничной кассы (ТКК) Нижней Саксонии (Германия), опубликованных в июле 2008 года, констатируется, что более 800 тысяч немцев страдают от «шопинговой» зависимости.

### В США
Американская психиатрическая ассоциация (США) первоначально не признала ониоманию как нарушение здоровья, однако в последнее время имеются основания для пересмотра этой позиции, так как наличествуют все основные признаки маниакального поведения.

## Симптомы
- Поход в магазин без чёткого желания найти что-то конкретное;
- Осмотр большинства выставленного на продажу товара;
- Увлечение модными журналами;
- Желание купить продукт без объективной причины;
- Постоянное обсуждение купленного товара;
- Апатия без регулярного посещения торговых заведений.

## Причины
По мнению врачей из медицинской страховой компании «Techniker Krankenkasse» Нижней Саксонии, чаще всего ониомания развивается на почве недостатка внимания, чувства одиночества и внутренней пустоты, потребности в признании и любви, а также в период депрессии из-за потери партнёра. Встречаются и другие причины:
- Низкий уровень саморегуляции. У таких людей снижена возможность компенсации неблагоприятных личностных особенностей для достижения поставленной цели. В сочетании с индивидуальным предпочтением объекта покупки это может порождать зависимость.
- Жажда адреналина. Организм быстро привыкает к адреналину и начинает нуждаться во всё больших его дозах. Такие люди занимаются экстремальными видами спорта. В магазине можно тоже получить дозу адреналина — принятие решения о покупке и возможное разочарование являются микрострессами.
- Иллюзия власти. Покупаются не столько вещи для личного потребления, сколько некие атрибуты власти, в том числе в форме отношения продавцов к покупателю: уважение, услужливое обращение, льстивые похвалы, фирменные пакеты для покупок.
- Иллюзия свободы и контроля над своей жизнью. Шоппинг снимает у шопоголика депрессию и тревогу, повышает самоуважение и уверенность в себе — он может себе позволить купить то, что сейчас захотелось, а не то, что рекомендовали или что просто необходимо. И человек получает ощущение свободы от покупок, даже если вещи ему не нужны.

## Последствия
Трата денег «на ветер», впоследствии шопоголик жалеет о покупке, но вскоре всё равно возвращается к приобретению ненужных вещей.
Есть множество случаев, когда «шоппингомания» приводила к разрушению семей, их финансового благополучия из-за непомерной задолженности больного члена семьи, утратившего чувство меры.
В случае невозможности удовлетворить эту самую «манию» у «шопингомана» развивается синдром абстиненции, выражающийся в психологических расстройствах, агрессии или депрессии, болезнях сердечно-сосудистой системы, головных болях.

## Советы по контролю над расходами
Иногда для борьбы со страстью к покупкам приходится обращаться к психологам. Уже появились общества «анонимных шопингоманов», группы добровольной взаимопомощи сумевших «завязать» с шопинговой зависимостью и теперь помогающих другим избавиться от этой болезненной привычки. Однако для большинства людей профилактикой шопоголизма может стать умение контролировать свои расходы:
1. Планируйте и исследуйте рынок. Специалисты советуют анализировать заранее, какую вещь необходимо купить, чтобы не делать спонтанных покупок. Если даже товар есть в списке необходимого, в магазине не стоит бросаться на первую попавшуюся вещь, а лучше сначала сравнить дизайн, цвета и цены аналогов. При этом не стоит даже думать о том, чтобы в дополнение к новой вещи купить ещё что-нибудь — сумочку, пояс, туфли и т. д.
2. Скидка — ещё не повод для покупки. Если во время распродажи вещь стала стоить в несколько раз меньше, это не означает, что она стала необходимой. Велика вероятность, что она так никогда и не понадобится.
3. Избегайте новых коллекций. Никогда не стоит покупать обязательно в первый же день появления на прилавках новой коллекции. Со временем продавцы уменьшат цены, к тому же всегда можно дождаться сезона распродаж.
4. Избавьтесь от кредиток. Привычка расплачиваться кредитными картами гарантирует шопоголикам рост долгов. Наличные позволяют человеку лучше ощущать связь между тратой денег и получением вещи. Выходите из дома с небольшой суммой денег, тогда не будет возможности потратить всё сразу.
5. Список трат. Сохраняя чеки и записывая все покупки, можно легче оценить реальную картину своих трат и понять, какие меры предпринимать.
6. Избегайте магазинов хотя бы некоторое время, если чувствуете, что не можете контролировать свои расходы. Следует давать время на обдумывание действительной важности покупки.